# マイロン・ブルーム
マイロン・ブルーム（Myron Bloom, 1926年4月18日 - 2019年9月26日）は、アメリカ合衆国のホルン奏者。
クリーヴランドの生まれ。14歳でホルンを始め、当時クリーヴランド管弦楽団の第二ホルン奏者だったマーティン・モリスに師事。その後、イーストマン音楽学校を経てジュリアード音楽院でジェームス・チェンバースの薫陶を受けた。1949年からニューオリンズ交響楽団の首席ホルン奏者を務め、1954年からクリーヴランド管弦楽団に移籍し、そこの首席ホルン奏者を歴任した。1977年にパリ管弦楽団の首席ホルン奏者に転出して1985年までその任に当たった。2003年には国際ホルン協会からプント賞を授与されている。ホルン教師として、1961年から1977年までクリーヴランド音楽院、1982年から2001年までカーティス音楽院、1993年から2001年までカーネギーメロン大学で後進の指導に当たった。
インディアナ州ブルーミントンにて没。